# فابیو اسکارسلا
فابیو اسکارسلا (انگلیسی: Fabio Scarsella؛ زادهٔ ۱۹ ژوئیهٔ ۱۹۸۹) بازیکن فوتبال است.
از باشگاه‌هایی که در آن بازی کرده‌است می‌توان به باشگاه فوتبال کاتانیا اشاره کرد.